# Taiyō no Uta
Taiyō no Uta (jap. タイヨウのうた, dt. „Lied der Sonne“) ist ein japanisches Liebes-Drama des Regisseurs Norihiro Koizumi aus dem Jahr 2006. Die Sängerin Yui gibt in dem Film ihr Schauspieldebüt als Kaoru Amane, einem 16-jährigen Mädchen, das an der Hautkrankheit Xeroderma pigmentosum leidet. Der Film ist international auch bekannt unter A Song to the Sun oder Midnight Sun. Der Film spielte in Japan über eine Milliarde Yen ein.

## Handlung
Kaoru Amane ist ein 16-jähriges Mädchen, das an Xeroderma pigmentosum leidet, einer Hautkrankheit, wegen der sie Sonnenlicht meiden muss und tagsüber das Haus nicht verlässt. Hingegen geht sie nachts raus, um auf der Straße ihrer großen Leidenschaft nachzukommen, dem Singen und Gitarrespielen. Morgens, bevor sie schlafen geht, beobachtet sie durch ihr Fenster einen jungen Surfer und seine Freunde. Eines Nachts lernt sie den Jungen namens Kōji Fujishiro kennen.
Dieser nimmt sie in einer anderen Nacht mit in die Stadt. Dort spielt sie auf einem großen Platz und kann ein beachtliches Publikum vor sich versammeln. Als später beide zum Strand gehen, wird es schon hell und Kaoru rennt schnell nach Hause. Darauf erfährt auch Kōji von Kaorus Cousine von ihrer Krankheit. Kaoru will ihn für eine Weile nicht sehen, ihr Zustand hat sich verschlechtert. Kōji hat derweil ein Aufnahmestudio gefunden, welches Kaorus Songs veröffentlichen möchte. Während eines Abendessens erzählt er Kaoru von seinem Plan für Kaorus CD.
Karous Zustand verschlechtert sich jedoch, sodass sie keine Gitarre mehr spielen kann. Allerdings hat sie immer noch ihre Stimme und nimmt die Lieder dennoch auf. Ihre Familie und Freunde sollen das Aufnahmestudio jedoch verlassen und auf die CD warten.
Nach einiger Zeit sitzt Kaoru im Rollstuhl und trägt einen vor Sonnenstrahlen schützenden Anzug. Zum Schluss verstirbt Kaoru und wird in einem Sarg voller Sonnenblumen begraben. Später spielt ein Radiosender Kaorus Lieder, Kōji, Kaorus Freunde und Familie hören zu.

## Hintergrund
Taiyō no Uta ist das Regiedebüt von Norihiro Koizumi. Die Rolle der Kaoru Amane und Yuis Leben überschneiden sich stellenweise. Alle in dem Film gespielten Lieder, „Goodbye Days“, „It’s Happy Line“ und „Skyline“, wurden von Yui geschrieben.
Xeroderma pigmentosum ist eine seltene Hautkrankheit, die in Japan dennoch häufiger vorkommt, als in anderen Teilen der Erde. Einer von 40.000 Japanern leidet an der Krankheit.

## Veröffentlichung
Der Film kam am 17. Juni 2006 in die japanischen Kinos. Zudem wurde die Musik zum Film am 14. Juni 2006 auf CD (Good-bye days) unter dem Künstlernamen Yui for Amane Kaoru (YUI for 雨音薫) veröffentlicht, die Platz 3 der Oricon-Charts erreichte.
Einen Monat später begann der Sender TBS mit der Ausstrahlung der Fernsehserie Taiyō no Uta mit Erika Sawajiri in der Hauptrolle. Die Handlung der Serie ist identisch mit der des Films. Die Serienmusik stammt von Hiroyuki Sawano.
Außerdem gibt es einen 2006 erschienen Manga (ISBN 4592187539) von Kenji Bandō und Tsunami Minatsuki.
2010 gab es eine südkoreanische Musical-Adaption des Stoffs, Midnight Sun (태양의 노래, Taeyangui Norae), mit Taeyeon von Girls’ Generation als Kaoru Amane.

## Auszeichnungen
Yui wurde 2007 für ihre Rolle mit dem Japanese Academy Award in der Kategorie Bester Nachwuchsdarsteller ausgezeichnet.